# ZDFkultur

Logo des HD-Simulcasts vom 30. April 2012 bis zum 30. September 2016

ZDFkultur (auch ZDF Kultur) war ein aus dem ZDFtheaterkanal entstandener, von 2011 bis 2016 existierender Fernsehkanal des ZDF und Teil des digitalen Fernsehprogramm-Angebots ZDFvision. Der Sendebetrieb wurde am 7. Mai 2011 aufgenommen und am 30. September 2016, 24:00 Uhr zugunsten des Onlineangebots Funk eingestellt. 
Anfang 2019 wurde der Sender ZDFkultur als digitales Angebot wiederbelebt.

## Geschichte
ZDFkultur ersetzte am 7. Mai 2011 den ZDFtheaterkanal und sendete ganztägig ein Programm, das sich an die Zielgruppe der 20- bis 40-Jährigen richtete. Im Sommer 2008 wurden die Pläne für die Umwandlung des Theaterkanals in den Kulturkanal vorgestellt.
Am 22. Februar 2013 wurde bekannt, dass ZDF-Intendant Thomas Bellut ZDFkultur, zumindest „in seiner derzeitigen Form“, einstellen will. Bis zur Einstellung sollten so schnell wie möglich nur noch Wiederholungen ausgestrahlt werden. Am 8. März 2013 stimmte der Fernsehrat des Senders dem Vorschlag von Intendant Thomas Bellut zu. Am 17. Oktober 2014 wurde auf der Ministerpräsidentenkonferenz in Potsdam beschlossen, dass der Sender des ZDF ebenso eingestellt werden soll, wie EinsPlus von der ARD.

Logo von ZDFkultur

Während im Rundfunkstaatsvertrag vom 1. April 2015 noch keine Einstellung des Senders, dafür aber seine ordnungsgemäße Weiterfinanzierung erwähnt wurde, unterzeichneten die Ministerpräsidenten der Bundesländer in der ersten Dezemberwoche 2015 einen neuen Rundfunkstaatsvertrag, der dem „jungen Angebot“ nun mehr Spielraum im Onlinebereich eröffnete. Am 15. August 2016 wurde dann die Einstellung von ZDFkultur innerhalb von anderthalb Monaten, d. h. für den 30. September des Jahres bestätigt. Stattdessen gibt es seit dem 1. Oktober 2016 im Internet funk, das „Junge Angebot von ARD und ZDF“.
Am 13. Februar 2019 wurde ZDFkultur als Unterbereich der ZDF Mediathek wiederbelebt. Unter der Marke werden die Kulturinhalte der Sender ZDF, 3sat und arte gebündelt. Der Netzsender betreibt den Instagram-Kanal Around the Word, der sich mit der Vielfalt von Sprache beschäftigt.

## Programm

### Überblick
Im Programm sollten zum Sendestart die Themenbereiche Musik, Darstellende Künste, Filmkultur, Netzkultur und Gaming abgedeckt werden. Kernstück war eine dreimal täglich ausgestrahlte sechsstündige Programmschiene. Die Programmplanung endete am 30. September 2016.

### Serien, Shows und Magazine
Ebenso wurden einige Programmpunkte des ZDFtheaterkanals übernommen, wie beispielsweise: die BBC-Popshow Later with Jools Holland, auch das Musikmagazin on Tape und die Talkshow TV Noir. Dazu kamen eigenproduzierte Konzertreihen wie Berlin live, London live sowie die Unplugged-Reihe zdf@bauhaus. Ab 20 Uhr prägten das Popkulturformat Der Marker das Senderimage mit wechselnden Moderatoren, unter anderem mit Rainer Maria Jilg und Nina Sonnenberg. Ab 18. Juni 2011 zeigte der Sender in einer Kooperation die Festivals von Hurricane, Glastonbury, Roskilde und Wacken live. Ebenfalls liefen die aktuellen Staffeln der Konspirativen Küchenkonzerte ab August 2011 freitags um 22 Uhr. 2012 strahlte der Sender die erste Staffel der Religionssatire Götter wie wir aus, was für vergleichsweise hohe Einschaltquoten sorgte.
Tagsüber wurden bis zur Einstellung unter dem Motto KULT ältere Sendungen und Serien aus dem ZDF-Archiv wiederholt. Darunter beispielsweise Spielshows wie Dalli Dalli, Musiksendungen wie die ZDF-Hitparade, disco oder die Starparade sowie Serien wie Der Bastian, Forsthaus Falkenau, Hotel Paradies, Unser Lehrer Doktor Specht und Lukas. Das Abendprogramm am Montag bot noch ausreichend Platz für Wiederholungen von Show-Produktionen mit längerer Spielzeit, wie Melodien für Millionen, Musik liegt in der Luft, Showpalast oder Sonderausgaben der ZDF-Hitparade.

### Spielfilme
Das Spielfilmprogramm von ZDFkultur bestand bis zum Schluss aus einer Reihe von deutschen Free-TV-Premieren aus dem Bereich von von der Filmkritik gelobten Arthouse- und Independentfilmen und der Wiederholung anspruchsvoller Filmklassiker und Kultfilme, die bis dahin oft Jahrzehnte nicht im Free-TV zu sehen gewesen waren. Zu den deutschen Free-TV-Premieren zählten u. a. Dogtooth (2009), Adams Äpfel (2005), Buffalo ’66 (1998), Amer (2009), Jimmy P. – Psychotherapie eines Indianers (2013), Excision (2012) von Richard Bates, jr., oder Ich und du und alle, die wir kennen (2005) von Miranda July. Zu den von ZDFkultur erstmals wieder gezeigten Filmklassikern gehörten z. B. Five Easy Pieces – Ein Mann sucht sich selbst (1970), Walkabout (1971), Alice in den Städten (1974), Film ohne Titel (1948), Valerie – Eine Woche voller Wunder (1970), Die Stunde des Wolfs (1968), Das schwarze Loch (1979), Dark Star – Finsterer Stern (1974) oder Zardoz (1974).

### Retro-Präsentationsrahmen
Die Entscheidung, einen Retro-Präsentationsrahmen als künstliche Bildmaskierung auszusenden, „der an einen Fernseher aus den 70er und 80er Jahren“ erinnern solle, sorgte für herbe Kritik verärgerter Zuschauer in Onlineforen sowie Social-Media-Plattformen; per Petitionen und Beschwerdebriefen vor allem von Besitzern von Breitbildfernsehern, auf denen sich der gewünschte Effekt nicht einstellte. Ein Sprecher des ZDF rechtfertigte den Retro-Präsentationsrahmen anfangs als „Teil eines Gesamtdesignkonzepts“ damit, den „Zuschauern die Betrachtungswirklichkeit damaliger TV-Geräte simulieren zu wollen, die neben der röhrenbedingten Wölbung noch eine verhältnismäßig große Bildmaskierung an den Rändern (Safe Action Area) hatten“. Zum 1. Januar 2014 wurde der Rahmen im Zuge der Umstellung auf ein reines Schleifen- und Wiederholungsprogramm nach fast drei Jahren nicht abklingender Beschwerden ohne offizielle Begründung wieder abgeschafft.

## Empfang
ZDFkultur war täglich 24 Stunden lang über Satellit und Kabel im ZDFvision-Paket empfangbar. Zudem wurde es über IPTV und Streamingdienste wie Zattoo verbreitet.

## ZDFkultur HD
Seit dem 30. April 2012 wurde ZDFkultur in HD-720p ausgestrahlt. Das Programm wurde anfangs lediglich von 576i hochskaliert, da ZDFkultur damals keine HD-fähige Sendeabwicklung besaß. Seit Mitte Mai 2015 wurde das Programm in nativer HD-Qualität gesendet.